# 奧布佐爾
奧布佐爾是一座保加利亞的城鎮。奥布佐尔位於該保加利亚東部的黑海沿岸，距離首府布爾加斯约70公里，是下辖于布爾加斯州的城镇。在2009年奥布佐尔的人口数量约为2,125人，其居民主要信奉東正教。
42°49′N 27°53′E / 42.817°N 27.883°E